# Miłosna (roślina)
Miłosna (Adenostyles) – rodzaj roślin należący do rodziny astrowatych. Obejmuje 6 gatunków występujących w południowej i środkowej Europie oraz w Azji Mniejszej. We florze Polski występuje tylko jeden gatunek – miłosna górska A. alliariae.

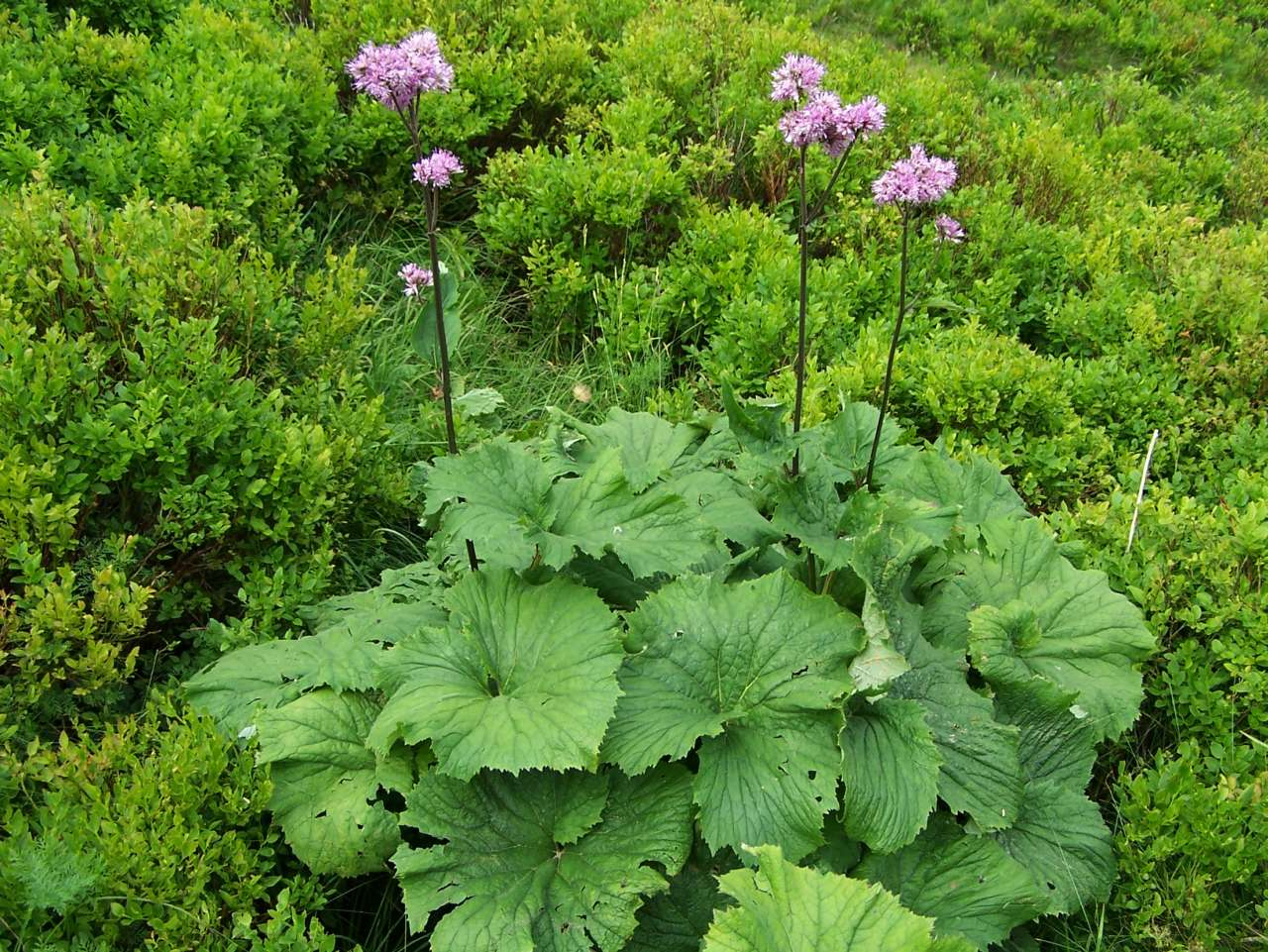
Miłosna górska

## Morfologia
Okazałe byliny z liśćmi skrętoległymi, o blaszkach niepodzielonych, okrągławych do trójkątnie sercowatych. Kwiaty wyłącznie rurkowate zebrane są w niewielkie, skąpokwiatowe koszyczki, z okrywą tworzoną przez kilka listków. Korony kwiatowe bladoróżowe lub liliowe. Szyjka słupka naga i nie zgrubiała. Owoce to 10-żeberkowe niełupki z puchem kielichowym w postaci nierozgałęzionych i szorstkich włosków wyrastających w 2–3 szeregach. 

## Systematyka
Pozycja systematyczna według APweb (aktualizowany system APG IV z 2016)
Rodzaj z podplemienia Senecioninae plemienia Senecioneae w obrębie podrodziny Asteroideae w rodzinie astrowatych Asteraceae. 
Wykaz gatunków
- Adenostyles alliariae (Gouan) Kern. – miłosna górska
- Adenostyles alpina (L.) Bluff & Fingerh. – miłosna alpejska
- Adenostyles australis (Ten.) Iamonico & Pignatti
- Adenostyles briquetii Gamisans
- Adenostyles × canescens Sennholz
- Adenostyles × eginensis Lagger ex Braun
- Adenostyles intermedia Hegetschw.
- Adenostyles leucophylla Rchb.